# リチャード・ガント
リチャード・ガント（Richard E. Gant,  1944年3月10日 - ）は、アメリカ合衆国の俳優。サンフランシスコ出身。アフリカ系アメリカ人。
『ロッキー5/最後のドラマ』の悪徳プロモーター役などで知られる。尚、この悪徳プロモーターはドン・キングがモデルとなっている。

## 主な出演作品

### 映画
- ジャグラー ニューヨーク25時 Night Of The Juggler (1980)
- クラッシュ・グルーブ Krush Groove (1985)
- 容疑者 Suspect (1987)
- ベスト・コップ Collision Course (1989)
- ドン・サバティーニ The Freshman (1990)
- ロッキー5/最後のドラマ Rocky V (1990)
- ストーン・コールド Stone Cold (1991)
- タワー The Tower (1993) テレビ映画
- CB4 CB4 (1993)
- 黒豹のバラード Posse (1993)
- 13日の金曜日 ジェイソンの命日 Jason Goes to Hell : The Final Friday (1993)
- 訣別の街 City Hall (1996)
- モンキー・リーグ/史上最強のルーキー登場 Ed (1996)
- グリマーマン The Glimmer Man (1996)
- ビーン Bean (1997)
- ビッグ・リボウスキ The Big Lebowski (1998)
- アトランティック・マネー Sour Grapes (1998)
- GODZILLA Godzilla (1998)
- ディボーシング・ジャック Divorcing Jack (1998)
- ナッティ・プロフェッサー2 クランプ家の面々 Nutty Professor II: The Klumps (2000)
- カモン・ヘブン! Kingdom Come (2001)
- ギャング・オブ・ホラー Hood of Horror (2006)
- マッド・ファット・ワイフ Norbit (2007)
- チャーリーと18人のキッズ in ブートキャンプ Daddy Day Camp (2007)

### テレビドラマ
- Dr.マーク・スローン Diagnosis Murder (1993-1997)
- 新スーパーマン Lois & Clark: The New Adventures of Superman (1994)
- バビロン5 Babylon 5 (1997)
- NYPDブルー NYPD Blue (1993-1997)
- Special Unit 2 (2001-2002)
- Eve (2003-2005)
- デッドウッド 〜銃とSEXとワイルドタウン Deadwood (2004-2006)
- ジェネラル・ホスピタル General Hospital (2007-2008)
- General Hospital: Night Shift (2007-2008)
- アメリカン・ダッド American Dad! (2007-2011) テレビアニメ、声の出演
- MOACA/も～アカンな男たち Men of a Certain Age (2009-2011)
- The Mindy Project (2012-2015)
- The Game (2013-2015)
- Mr.イグレシアス Mr. Iglesias (2019-)